# مارسل ساموئل روسو
مارسل ساموئل روسو (انگلیسی: Marcel Samuel-Rousseau; ۱۸ اوت ۱۸۸۲ – ۱۱ ژوئن ۱۹۵۵) آهنگساز، و استاد دانشگاه اهل فرانسه بود.
وی همچنین برندهٔ جوایزی همچون لژیون دونور (افسر) و جایزه بزرگ رم شده‌است.